# Sud Aviation Caravelle
Sud Aviation SE 210 Caravelle (poznata kao Karavela) bio je jedan od prvih mlaznih linijskih putničkih aviona kratkog do srednjeg doleta. Od 1955. godine proizvodila ga je francuska zrakoplovna tvrtka SUD Aviation (tada poznat kao SNCASE (Société nationale des constructions aéronautiques du sud-est ili skraćeno Sud-Est). Karavela je bila jedan od najuspješnijih europskih mlaznih aviona prve generacije i prodavala se po cijeloj Europi. 20 aviona naručio je i američki United Airlines. S Karavelom je uvedena i ugradnja motora na zadnji dio trupa što je korišteno na mnogim nadolazećim avionima.

## Dizajn i razvoj
12. listopada 1951. Comité du Matériel Civil (civilni zrakoplovni odbor) objavio je osobine za tada novi zrakoplov srednjeg doleta. Planiran je zrakoplov za prijevoz 55 do 65 putnika i 1000 kg tereta na rutama do 2.000 km s brzinom krstarenja oko 600 km/h. Vrsta i broj motora u početku nije bila navedena. Nekoliko vodećih zrakoplovnih tvrtki radilo je na raznim projektima za izradu zrakoplova u ovoj kategoriji još od 1946. godine, ali nitko nije imao financijska sredstva za početak gradnje.
Reakcija francuske industrije je bila jaka, svakom većem proizvođaču poslan je barem jedan prijedlog te je zaprimljeno ukupno 20 različitih projekata, većinom planiranih za ugradnju turrbo-mlaznih motora. Zrakoplovna tvrtka Breguet poslala je projekte i za turbo-mlazne i za turbo-prop motore po kojima su kasnije u suradnji s SNCA du Nord izrađeni jedan mlazni avion s Atar motorima i turbo-prop avion poznat kao Br.978. Hurel-Dubois predao je nekoliko projekata za turbo-prop uskotrupne avione s krilima na vrhu trupa, sličan mnogim tadašnjim linijskim propelernim avionima. Prijedloga iz SNCA du Sud-Ouest-a je uključivao "S.O.60" s dva Rolls-Royce Avon RA.7 motora i s dva manja Turbomeca Marborés pomoćna motora. 
Nakon proučavanja pristiglih projekata, Comité du Civilno Matériel izabire 28. ožujka 1952. tri favorita: četveromotorni Avon/Marbore S.0.60, dvomotorni Avon Hurel-Dubois i tromotorni Avon Sud-Est X-210. U tom vremenu Rolls-Royce je počeo nuditi svoju novu inačicu Avon koji je mogao razviti 40 kN potiska, te je pomoćni motor na S.O.60 i treći motor na X-210 bio nepotreban.
Nakon ovoga Odbor je zatražio redizajn X-210 kao dvomotorni zrakoplov. SNCASE se kod redizajna odlučio ostaviti ugradnju motora na zadnji dio trupa iako bi se s ugradnjom na ramenjaču krila uštedjelo na ukupnoj težini (potrebna su bila dodatna ojačanja repnog dijela). Kasnije se pokazalo da je ugradnja motora na stražnji dio zrakoplova dovela do velikog smanjenja buke kabini. Izmijenjeni projekt X-210 s dva Avon motora ponovo je poslan u SGAC u srpnju 1952. godine.
Dva mjeseca kasnije SNCASE prima službenu obavijest o prihvaćanju njegovog projekta. 6. srpnja 1953. SGACC naručuje dva prototipa i dvije konstrukcije za statička ispitivanja zamora materijala. Sud Aviation projektirao je nekoliko trupova aviona po licenci de Havillanda kakvi su već korišteni u ranijim projektima. Nosni dio i pilotska kabina su preuzeti izravno iz de Havilland Cometa, dok je preostali dio bio projektiran lokalno.
Prvi prototip karavele (F-WHHH) iz tvornice je izašao 21. travnja 1955. a prvi let je bio 27. svibnja te godine. Avion je bio pokretan s dva britanska Rolls-Royce RA-26 Mk.522 motora s potiskom od 4536 kg. Let je trajao 41 minutu. Drugi prototip uzletio je godinu dana kasnije, 6. svibnja 1956. Prvi prototip je imao teretna vrata na donjem lijevom dijelu trupa aviona ali su ta vrata na drugom prototipu uklonjena i cijela kabina je bila namijenjena za putnike. Prva narudžba stigla je iz Air France-a u 1956. a sljedeća, 1957. godine iz SAS-a (te godine se Sud-Est udružio sa Sud-Ouest-om u tvrtku Sud Aviation zadržavši i originalni SE naziv). Slijedilo je još narudžbi koje su uglavnom stizale tijekom i nakon aeromitinga i prezentacija potencijalnim korisnicima. Karavela je dozvolu za korištenje dobila u svibnju 1959. i ubrzo nakon toga ušla u redovne linije SAS-a i Air France-a.
Tijekom proizvodnje izrađeno je nekoliko inačica prateći pojavu jačih motora s čime se osiguravao veći MTOW aviona. U tim trenucima se Sud Aviation najviše okrenuo projektu nadzvučnog transporta s avionom iste veličine i doleta kao Karavela, nazvanog Super-Karavela.  Međutim, ovaj projekt će kasnije biti spojen sa sličnim u Bristol Aeroplane Company iz čega će nastati Concorde. U nekim konfiguracijama, zrakoplov je imao putnička sjedala okrenuta jedan prema drugima što je neobični sjedeći raspored za civilne zrakoplove. Ukupno je izrađeno 282 aviona svih inačica.

## Inačice
- Karavela I - slična je originalnom prototipu. Prvi let ove inačice bio je 14. svibnja 1958. a mogla je povesti 80 putnika. Avion pokreću dva motora Rolls-Royce RA-29 Avon Mk.522 od 4.763 kg potisaka. Dozvola je u Francuskoj izdana 2. travnja 1959. godine a FAA ju je izdala šest dana kasnije. Prvi komercijalni let bio je iste te godine na liniji Air-France-a Parizu-Rim-Atena-Istanbul.  Prodano je 20 aviona: Air France (10), SAS (6), Air Algérie (2), i VARIG (2).
- Karavela IA - inačica je jednaka prethodnoj po vanjskom izgledu ali ima jače Rolls-Royce Avon RA-29/1 Mk.526 motore koji su zamjetno poboljšali mogućnosti aviona. Prvi let je bio 11. veljače 1960. I inačica -I i -IA kasnije su preinačene na inačicu III. Izgrađenih 12 aviona isporučeno je za: Air France, SAS, Air Algérie, Finnaira i  Royal Air Maroc.
- Karavela III – inačica slijedi daljnje unaprjeđenje Avon motora. Prvi let bio je 30. prosinca 1959. a 4 mjeseca kasnije s avionom je počela letjeti Alitalia. Avion su pokretali  Rolls-Royce Avon RA-29/3 Mk.527 ili RA-29/3 Mk.527B motori s 5.170 kg potisaka. Ovo je ujedno i najprodavaniji model sa 78 izgrađenih aviona. Air Inter koristio je 16 zrakoplova ovoga tipa za svoje domaće letove. Najviše aviona otišlo je u Air France a slijede Swissair, Alitalia, SAS i Royal Air Maroc.
- Karavela VI-N – je inačica s Avon  RA-29/6 ili 531 Mk RA 29/6 Mk 531B motorima od 5.535 kg potisaka. Poboljšane su sposobnosti aviona s čime mu se povećala težine ali i smanjio kapacitet korisnog tereta. Karavela VI-N je svoj prvi let imala 10. rujna 1960. a Sabena (Belgija) je u siječnju 1961. počela s redovnim letovima. 5 modela -III su unaprijeđeni na seriju -VI-N. 53 izgrađena aviona isporučeno je u aviotvrtke: Saeta, Corse Air, EAS Europe Airlines, Minerve, JAT i Pushpaka Aviation.
- Karavela VI-R – je inačica koja je uvela veliki napredak u povijesti zrakoplovstva, kao prvi linijski putnički avion na svijetu s motorima opremljenim skretačima mlaza (riversima) i zračnim kočnicama na krilima. Prethodni modeli imali su kočni padobran koji se izbacivao iz repnog dijela. Ugrađeni su veći prozori na pilotskoj kabini i pojačan je sustav kočenja. Prvi let bio 6. veljače 1961. a certifikat je FAA izdala 5. lipnja iste godine. Od 14. srpnja prvi korisnik je United Airlines. Avion je imao ugrađene Avon Ra Mk-29, Mk 533R ili 535R (R-oznaka za riverse) s potiskom od 5.715 kg. Izrađena su 56 aviona od kojih je 20 bilo za United Airlines. Ostali kupci su: Indian Airlines (9), Panair do Brasil (4), Cruzeiro do Sul, Iberia Lineas Aeras de España (4), LAN Chile (3), Aerolineas Argentinas (3) i TAP Portugal (3). Avion se koristio i u Filipinas Orient Airwaysu, Aerocesaru, Airborn Expressu i SA Nacionalesu.
- Karavela VII - je modificirana inačica serije III koju je kupio General Electric i opremio GE CJ-805 motorima što je predstavljalo osnovu za kasniju prodaju u SAD. TWA narudžba za 20 aviona je bila poništena u korist DC-9.
- Karavela 10A - je bazirana na seriji VII ali namijenjena za tržište SAD-a. Inačica 10A bila je 1 metar duža od serije VI, s prozorima putničke kabine podignutim za 200 mm i pomoćnim motorom (APU) ugrađenim u stražnji dio aviona. Modificirana su krila i zakrilca kako bi se zadovoljili zahtjevi FAA. Međutim TWA je naknadno otkazao narudžbu zbog svojih financijskih problema a kada su bili spremni za kupovinu odlučili su se za Douglas DC-9. Radi ovih okolnosti izrađena je samo jedna Karavela 10A.
- Karavela 10B (Super Karavela) - inačica na osnovi serije 10A je ponudila mnoge promjene u odnosu na druge serije. Na napadne ivice krila dodano je produženje (eng.: "Leading Edge Extension" (LEX)) kako bi se osigurao što bolje opstrujavanje zraka pri velikim napadnim kutovima krila. Ugrađena su zakrilca s prorezom, trup aviona je produžen za 1,40 m što je omogućilo ugradnju 105 sjedala. Umjesto General Electric motora korišteni su novi Pratt & Whitney JT8D turbofen motori sa 6.350 kg potiska koji će se kasnije ugrađivati i na DC-9 i Boeing 727. Turbofen motori su po prvi put korišteni u komercijalnom zrakoplovstvu 1960. na sovjetskom Tupoljevu Tu-124 na koji su ugrađeni Soloviev D-20P motori. 10B je prvi let imao 31. kolovoza 1964. a izrađena su 22 aviona. Prvotni korisnik bio je Finnair 10b (8). Aviaco je naručio 5 aviona ali je narudžba otkazana a avioni su završili u Sterling Airwaysu, LTU i Iberia Airlinesu. Alia i UTA također su nabavili ove zrakoplove.
- Karavela 10R -  je kombinacija s -10B motorima i trupom -VI-R serije s čime je stvoren manji avion s jačim motorima. Maksimalna težina pri uzlijetanju je bila povećana na 52.000 Kg (6000 Kg više od serije -I i 2000 Kg više od serije -VI-R). Prvi let bio je 8. siječnja 1965. a FAA je certifikat izdala 23. svibnja iste godine. Izrađeno je 20 aviona a prvotni korisnik od 31. srpnja 1965. bila je Alia. S avionom su još letjeli Aero Lloyd, CTA, Hispania i SAT.
- Karavela 11R - je imala trup dužine 31,72 m (0,70 m više od drugih inačica) i ugrađena 3,32 m x 1,84 m teretna vrata što je omogućilo kombinaciju prijevoza tereta i putnika. Prvi let iz serije 11R je bio 21. travnja 1967. godine. Izrađeno je samo 6 aviona koja su isporučena u: Air Afrique, Air Congo i Transeuropu.
- Karavela 12 (Super Karavela) - je bila zadnja i najmodernija inačica Karavele. Prvi let bio je 12. ožujka 1971. Serija -12 nastala je na osnovi -10B ali sa znatno dužim trupom aviona (3,2 metara), s unaprijeđenim  JT8D motorima sa 6.577 kg potiska. Avion je mogao prevesti do 140 putnika. Serija je bila usmjerena na čarter tržište a prvih 12 aviona počelo je letjeti u 1972. godini. Prvotni korisnik bio je Sterling Airways sa 7 aviona dok je preostalih 5 dostavljeno Air Interu. Serija -12 letjela je u Europi do listopada 1996. a u Africi do nedavno.

## Usporedba
| Mjere                  | -I                                                               | IA                                                               | III                                                              | VI N                                                             | VI R                                                             | 10R                                                              | 11R                                                              | 10b                                                              | 12                                                               | 10A                                                              |
| ---------------------- | ---------------------------------------------------------------- | ---------------------------------------------------------------- | ---------------------------------------------------------------- | ---------------------------------------------------------------- | ---------------------------------------------------------------- | ---------------------------------------------------------------- | ---------------------------------------------------------------- | ---------------------------------------------------------------- | ---------------------------------------------------------------- | ---------------------------------------------------------------- |
| Posada pilotske kabine | Tri                                                              | Tri                                                              | Tri                                                              | Tri                                                              | Tri                                                              | Tri                                                              | Tri                                                              | Tri                                                              | Tri                                                              | Tri                                                              |
| Kapacitet sjedala      | 80                                                               | 80                                                               | 80                                                               | 80                                                               | 80                                                               | 80                                                               | 89-99                                                            | 105                                                              | 140                                                              | 105                                                              |
| Korisni teret          | -                                                                | -                                                                | 8,4 t                                                            | 7,9 t                                                            | 8,2 t                                                            | 9,4 t                                                            | 9,1 t                                                            | -                                                                | -                                                                | -                                                                |
| Dužina                 | 31,01 m                                                          | 31,01 m                                                          | 31,01 m                                                          | 31,01 m                                                          | 31,01 m                                                          | 32,71 m                                                          | -                                                                | -                                                                | 36,24 m                                                          | 33,01 m                                                          |
| Raspon krila           | 34,3 m                                                           | 34,3 m                                                           | 34,3 m                                                           | 34,3 m                                                           | 34,3 m                                                           | 34,3 m                                                           | 34,3 m                                                           | 34,3 m                                                           | 34,3 m                                                           | 34,3 m                                                           |
| Visina                 | 8,72 m                                                           | 8,72 m                                                           | 8,72 m                                                           | 8,72 m                                                           | 8,72 m                                                           | -                                                                | 8,72 m                                                           | -                                                                | 9,02 m                                                           | 8,72 m                                                           |
| Površina krila         | 146,7 m2                                                         | 146,7 m2                                                         | 146,7 m2                                                         | 146,7 m2                                                         | 146,7 m2                                                         | 146,7 m2                                                         | 146,7 m2                                                         | 146,7 m2                                                         | 146,7 m2                                                         | 146,7 m2                                                         |
| Težina                 | -                                                                | -                                                                | 22,2 t                                                           | 24,9 t                                                           | 26,3 t                                                           | 26,7 t                                                           | 28,8 t                                                           | -                                                                | 29,5 t                                                           | -                                                                |
| MTOW                   | -                                                                | -                                                                | 46 t                                                             | 48 t                                                             | 50 t                                                             | 52 t                                                             | 52 t                                                             | -                                                                | 58 t                                                             | -                                                                |
| Najveća brzina         | -                                                                | -                                                                | 805 km/h                                                         | 845 km/h                                                         | 845 km/h                                                         | 800 km/h                                                         | 800 km/h                                                         | -                                                                | -                                                                | -                                                                |
| Dolet                  | -                                                                | -                                                                | 1.700 km                                                         | 2.350 km                                                         | 2.300 km                                                         | 3.455 km                                                         | 2.300                                                            | -                                                                | 3.465 km                                                         | -                                                                |
| Visina leta            | 12.000 m                                                         | 12.000 m                                                         | 12.000 m                                                         | 12.000 m                                                         | 12.000 m                                                         | 12.000 m                                                         | 12.000 m                                                         | 12.000 m                                                         | 12.000 m                                                         | 12.000 m                                                         |
| Motori                 | 2× Rolls-Royce Avon ili Pratt & Whitney JT8D turbo-mlazni motori | 2× Rolls-Royce Avon ili Pratt & Whitney JT8D turbo-mlazni motori | 2× Rolls-Royce Avon ili Pratt & Whitney JT8D turbo-mlazni motori | 2× Rolls-Royce Avon ili Pratt & Whitney JT8D turbo-mlazni motori | 2× Rolls-Royce Avon ili Pratt & Whitney JT8D turbo-mlazni motori | 2× Rolls-Royce Avon ili Pratt & Whitney JT8D turbo-mlazni motori | 2× Rolls-Royce Avon ili Pratt & Whitney JT8D turbo-mlazni motori | 2× Rolls-Royce Avon ili Pratt & Whitney JT8D turbo-mlazni motori | 2× Rolls-Royce Avon ili Pratt & Whitney JT8D turbo-mlazni motori | 2× Rolls-Royce Avon ili Pratt & Whitney JT8D turbo-mlazni motori |

## Vanjske poveznice
- Sud SE-210 Caravelle - airliners.net